# Cyclomia mopsaria
Cyclomia mopsaria là một loài bướm đêm trong họ Geometridae.